# روي شيروود
روي شيروود (بالإنجليزية: Roy Sherwood)‏ هو حكم أمريكي، ولد في 11 يونيو 1932 في Salisbury, Connecticut ‏ في الولايات المتحدة، وتوفي في 19 أكتوبر 2017.

## وصلات خارجية
- روي شيروود على موقع اللجنة الأولمبية الدولية (الإنجليزية)
- روي شيروود على موقع أوليمبيديا (الإنجليزية)